# Achterwerk in de kast
Achterwerk in de kast was een kinderprogramma van de Nederlandse omroep VPRO, dat liep van halverwege de jaren 80 tot begin jaren 90. Het ontstond op een moment dat de omroep extra zendtijd ontving, en ze deze tijd wilden opvullen met kinderprogramma's. Achterwerk in de Kast was daarmee een van de eerste jeugdprogramma's van de VPRO. De naam van het programma was ontleend aan de kinderbrievenrubriek Achterwerk die zich op de achterpagina van de VPRO-gids bevond. 
Kinderen konden in een kast gaan zitten waarvoor een gordijntje hing. Deze kast stond op een drukke plek, ergens in een bepaalde plaats in Nederland. Om de beurt schoof een nieuw kind het gordijntje open, en kreeg vervolgens enkele minuten zendtijd om iets te vertellen, te laten zien, een kunstje te doen of iets anders. Daarna schoof het kind het gordijntje weer dicht. In iedere aflevering kwam er een aantal kinderen aan het woord.
De presentaties werden niet achteraf bewerkt en het kind kreeg tijdens de presentatie geen hulp. 
Alle bloopers werden dus ook uitgezonden.
Een van de scènes die nog weleens op de televisie verschijnt wanneer er op dit programma wordt teruggekeken, is de scène van het jongetje met de paling. Een jongetje wil zijn paling laten zien. Deze zit buiten het zicht van de camera in een emmer of iets dergelijks. De jongen probeert tot drie keer toe de paling in een glazen potje te doen dat voor de camera staat. De paling blijkt echter niet alleen erg glibberig, maar heeft er ook geen zin in om in het potje gestopt te worden.
Naar aanleiding van de verhalen van deze serie is ook de serie Achterwerk uit de kast gecreëerd.